# Waltz số 2
Bản nhạc Waltz số 2 cung Đô thứ và Mi giáng trưởng là phần 7 trong Tổ khúc cho Dàn nhạc Đa dạng gồm 8 chương do Dmitry Dmitrievich Shostakovich sáng tác. Tổ khúc này thường bị xác định nhầm là Tổ khúc cho Dàn nhạc Jazz số 2 (1938), là một tác phẩm khác gồm 3 chương đã bị thất lạc trong chiến tranh Thế giới thứ hai. Đây là một bản nhạc rất được hâm mộ, là một phần của những tiết mục của nhiều dàn nhạc giao hưởng. Nhiều phim cũng dùng bản waltz này làm nhạc phim.

## Lịch sử
Hiện tại người ta vẫn chưa biết rõ, khi nào Shostakovich sáng tác tác phẩm này. Các nghiên cứu âm nhạc, tuy nhiên, đồng ý, nó được hình thành đầu những năm 1950. Thứ nhất, bản này đã xuất hiện trong cuốn phim Liên Xô Первый эшелон (Nhóm đầu tiên) trong năm 1956, cuốn phim được Shostakovich viết nhạc. Trong danh mục âm nhạc của ông bản này được ghi op 99A. Sau đó, ông sắp xếp và biên soạn nhiều tác phẩm cũ, bao gồm bản waltz này cùng với hai bản khác, Lyric Waltz và Waltz số 1, vào tổ khúc mà ngày nay được gọi là "The Suite for Variety Orchestra", mà mãi tới năm 1988 mới được London Symphony Orchestra dưới sự điều khiển của Mstislav Rostropovich trình diễn lần đầu tiên. Kể từ đó, Waltz số 2 rất nổi tiếng, ví dụ như được sử dụng bởi Stanley Kubrick trong cuốn phim của ông Eyes Wide Shut quay 1999. Trong cuốn phim Anna Karenina - phiên bản mới nhất năm 2012 của đạo diễn người Anh Joe Wright - dựa theo tiểu thuyết cùng tên của Đại văn hào Nga Leo Tolstoi (1828-1910), bản nhạc này cũng được sử dụng.
Trong lĩnh vực âm nhạc phổ thông bản nhạc Waltz này trong số những người khác được André Rieu trình bày, và được Karel Gott ca với lời nhạc có tựa Sonntags im Park của Michael Kunze.